# Резидентная база данных
Резидентная база данных (англ. in-memory database, IMDB) — база данных, размещаемая в оперативной памяти. Резидентная СУБД — система управления резидентными базами данных, один из видов программных систем, работающих в парадигме резидентных вычислений (англ. in-memory computing).
Резидентные СУБД за счёт оптимизаций, возможных в условиях хранения и обработки в байтоадресуемой оперативной памяти, обеспечивают лучшее быстродействие, чем СУБД, работающие с базами данных на устройствах постоянного хранения, как правило, с блочной организацией, и подключаемых по шинным или сетевым интерфейсам. При этом размер резидентной базы данных ограничен ёмкостью оперативной памяти узла. Для ряда резидентных СУБД реализуются техники репликации и сегментирования, позволяющие работать с единой резидентной базой данных на нескольких узлах. Поскольку оперативная память энергозависима, то используется запись с предварительным журналированием на энергонезависимом устройстве для обеспечения целостности базы данных при внезапной перезагрузке, то есть, работа с резидентной базой не исключает зависимости от производительности подсистемы ввода-вывода (хотя и снижает её).
Широко применяются для приложений, где время отклика имеет решающее значение, в частности, в задачах управления телекоммуникационным оборудованием, для торгов в реальном времени. В качестве эффективных сценариев для применения резидентных баз данных отмечаются аналитика в реальном времени и гибридная транзакционно-аналитическая обработка (англ. hybrid transactional/analytical processing (HTAP)).
Первые реляционные резидентные СУБД появились в 1990-х годы, среди них — SolidDB (1992) и Timesten (1997, приобретена Oracle в 2005 году). Популярность направление получило с удешевлением удельной стоимости серверных модулей оперативной памяти и развитием резидентной СУБД SAP Hana (2010). К середине 2010-х годов дополнительными механизмами для работы с резидентными базами данных оснащены основные коммерческие реляционные СУБД (Oracle Database — in-memory option, DB2 — Blu, MS SQL Server). Другим получившим развитие в 2010-е годы направлением в рамках движения NoSQL стали резидентные СУБД класса «ключ — значение», обеспечивающие элементарные возможности доступа по ключу и высокую производительность в условиях горизонтальной масштабируемости.